# Gens Abrònia
La gens Abrònia (en llatí Abronia gens) va ser una gens romana que va aparèixer durant el temps de l'emperador August.
La gens és coneguda principalment per dues persones, el poeta Abroni Siló, i son fill, que va escriure pantomimes.